# Grand Prix Holandii 2024
Grand Prix Holandii 2024, oficjalnie Formula 1 Heineken Dutch Grand Prix 2024 – piętnasta runda Mistrzostw Świata Formuły 1 w sezonie 2024. Grand Prix odbyło się w dniach 23–25 sierpnia 2024 na torze Circuit Zandvoort w Zandvoort. Hat tricka w postaci zdobycia pole position, wygrania wyścigu oraz uzyskania najszybszego okrążenia w wyścigu zdobył Lando Norris (McLaren). Na podium stanęli również Max Verstappen (Red Bull Racing) oraz Charles Leclerc (Ferrari).

## Lista startowa
Na niebieskim tle kierowcy biorący udział jedynie w piątkowych treningach.
| Nr          | Kierowca         | Zespół                        | Samochód                          | Silnik              | Opony |
| ----------- | ---------------- | ----------------------------- | --------------------------------- | ------------------- | ----- |
| 1           | Max Verstappen   | Oracle Red Bull Racing        | Red Bull RB20                     | Honda RBPTH002      | P     |
| 2           | Logan Sargeant   | Williams Racing               | Williams FW46                     | Mercedes-AMG F1 M15 | P     |
| 3           | Daniel Ricciardo | Visa Cash App RB F1 Team      | RB VCARB 01                       | Honda RBPTH002      | P     |
| 4           | Lando Norris     | McLaren Formula 1 Team        | McLaren MCL38                     | Mercedes-AMG F1 M15 | P     |
| 10          | Pierre Gasly     | BWT Alpine F1 Team            | Alpine A524                       | Renault E-Tech RE24 | P     |
| 11          | Sergio Pérez     | Oracle Red Bull Racing        | Red Bull RB20                     | Honda RBPTH002      | P     |
| 14          | Fernando Alonso  | Aston Martin Aramco F1 Team   | Aston Martin AMR24                | Mercedes-AMG F1 M15 | P     |
| 16          | Charles Leclerc  | HP                            | Ferrari SF-24                     | Ferrari 066/12      | P     |
| 18          | Lance Stroll     | Aston Martin Aramco F1 Team   | Aston Martin AMR24                | Mercedes-AMG F1 M15 | P     |
| 20          | Kevin Magnussen  | MoneyGram Haas F1 Team        | Haas VF-24                        | Ferrari 066/10      | P     |
| 22          | Yūki Tsunoda     | Visa Cash App RB F1 Team      | RB VCARB 01                       | Honda RBPTH002      | P     |
| 23          | Alexander Albon  | Williams Racing               | Williams FW46                     | Mercedes-AMG F1 M15 | P     |
| 24          | Zhou Guanyu      | Stake F1 Team Kick Sauber     | Kick Sauber C44                   | Ferrari 066/12      | P     |
| 27          | Nico Hülkenberg  | MoneyGram Haas F1 Team        | Haas VF-24                        | Ferrari 066/10      | P     |
| 31          | Esteban Ocon     | BWT Alpine F1 Team            | Alpine A524                       | Renault E-Tech RE24 | P     |
| 44          | Lewis Hamilton   | Mercedes-AMG PETRONAS F1 Team | Mercedes-AMG F1 W15 E Performance | Mercedes-AMG F1 M15 | P     |
| 55          | Carlos Sainz Jr. | Scuderia Ferrari HP           | Ferrari SF-24                     | Ferrari 066/12      | P     |
| 63          | George Russell   | Mercedes-AMG PETRONAS F1 Team | Mercedes-AMG F1 W15 E Performance | Mercedes-AMG F1 M15 | P     |
| 77          | Valtteri Bottas  | Stake F1 Team Kick Sauber     | Kick Sauber C44                   | Ferrari 066/12      | P     |
| 81          | Oscar Piastri    | McLaren Formula 1 Team        | McLaren MCL38                     | Mercedes-AMG F1 M15 | P     |
| 97          | Robert Szwarcman | Stake F1 Team Kick Sauber     | Kick Sauber C44                   | Ferrari 066/12      | P     |
| Źródło: FIA |                  |                               |                                   |                     |       |

## Wyniki

### Najlepsze czasy sesji treningowych
| Sesja       | Nr | Kierowca       | Konstruktor      | Czas     | Okr. |
| ----------- | -- | -------------- | ---------------- | -------- | ---- |
| 1           | 4  | Lando Norris   | McLaren-Mercedes | 1:12,322 | 17   |
| 2           | 63 | George Russell | Mercedes         | 1:10,702 | 29   |
| 3           | 10 | Pierre Gasly   | Alpine-Renault   | 1:20,311 | 5    |
| Źródło: FIA |    |                |                  |          |      |

### Kwalifikacje
| P                    | Nr | Kierowca         | Konstruktor                        | Czasy w kwalifikacjach | Czasy w kwalifikacjach | Czasy w kwalifikacjach | Poz. s. |
| P                    | Nr | Kierowca         | Konstruktor                        | Q1                     | Q2                     | Q3                     | Poz. s. |
| -------------------- | -- | ---------------- | ---------------------------------- | ---------------------- | ---------------------- | ---------------------- | ------- |
| 1                    | 4  | Lando Norris     | McLaren-Mercedes                   | 1:11,377               | 1:10,496               | 1:09,673               | 1       |
| 2                    | 1  | Max Verstappen   | Red Bull Racing-Honda RBPT         | 1:11,393               | 1:10,811               | 1:10,029               | 2       |
| 3                    | 81 | Oscar Piastri    | McLaren-Mercedes                   | 1:11,541               | 1:10,505               | 1:10,172               | 3       |
| 4                    | 63 | George Russell   | Mercedes                           | 1:11,049               | 1:10,552               | 1:10,244               | 4       |
| 5                    | 11 | Sergio Pérez     | Red Bull Racing-Honda RBPT         | 1:11,006               | 1:10,678               | 1:10,416               | 5       |
| 6                    | 16 | Charles Leclerc  | Ferrari                            | 1:11,370               | 1:10,689               | 1:10,582               | 6       |
| 7                    | 14 | Fernando Alonso  | Aston Martin Saudi Aramco-Mercedes | 1:11,493               | 1:10,845               | 1:10,633               | 7       |
| 8                    | 18 | Lance Stroll     | Aston Martin Saudi Aramco-Mercedes | 1:11,518               | 1:10,661               | 1:10,857               | 8       |
| 9                    | 10 | Pierre Gasly     | Alpine-Renault                     | 1:11,718               | 1:10,815               | 1:10,977               | 9       |
| 10                   | 55 | Carlos Sainz Jr. | Ferrari                            | 1:11,327               | 1:10,914               |                        | 10      |
| 11                   | 44 | Lewis Hamilton   | Mercedes                           | 1:11,375               | 1:10,948               |                        | 14      |
| 12                   | 22 | Yūki Tsunoda     | RB-Honda RBPT                      | 1:11,603               | 1:10,955               |                        | 11      |
| 13                   | 27 | Nico Hülkenberg  | Haas-Ferrari                       | 1:11,832               | 1:11,215               |                        | 12      |
| 14                   | 20 | Kevin Magnussen  | Haas-Ferrari                       | 1:11,630               | 1:11,295               |                        | PL      |
| 15                   | 3  | Daniel Ricciardo | RB-Honda RBPT                      | 1:11,943               |                        |                        | 13      |
| 16                   | 31 | Esteban Ocon     | Alpine-Renault                     | 1:11,995               |                        |                        | 15      |
| 17                   | 77 | Valtteri Bottas  | Kick Sauber-Ferrari                | 1:12,168               |                        |                        | 16      |
| 18                   | 24 | Zhou Guanyu      | Kick Sauber-Ferrari                | 1:13,261               |                        |                        | 17      |
| DK                   | 23 | Alexander Albon  | Williams-Mercedes                  | 1:11,503               | 1:10,768               | 1:10,653               | 19      |
| 107% czasu: 1:15,976 |    |                  |                                    |                        |                        |                        |         |
| 19                   | 2  | Logan Sargeant   | Williams-Mercedes                  | –                      |                        |                        | 18      |
| Źródło: FIA          |    |                  |                                    |                        |                        |                        |         |

### Wyścig
| P           | Nr | Kierowca         | Konstruktor                  | Okr. | Czas         | Poz. s. | +/−       | Punkty |
| ----------- | -- | ---------------- | ---------------------------- | ---- | ------------ | ------- | --------- | ------ |
| 1           | 4  | Lando Norris     | McLaren-Mercedes             | 72   | 1:30:45,519  | 1       | Bez zmian | 25+1   |
| 2           | 1  | Max Verstappen   | Red Bull Racing-Honda RBPT   | 72   | +22,896      | 2       | Bez zmian | 18     |
| 3           | 16 | Charles Leclerc  | Ferrari                      | 72   | +25,439      | 6       | 3         | 15     |
| 4           | 81 | Oscar Piastri    | McLaren-Mercedes             | 72   | +27,337      | 3       | 1         | 12     |
| 5           | 55 | Carlos Sainz Jr. | Ferrari                      | 72   | +32,137      | 10      | 5         | 10     |
| 6           | 11 | Sergio Pérez     | Red Bull Racing-Honda RBPT   | 72   | +39,542      | 5       | 1         | 8      |
| 7           | 63 | George Russell   | Mercedes                     | 72   | +44,617      | 4       | 3         | 7      |
| 8           | 44 | Lewis Hamilton   | Mercedes                     | 72   | +49,599      | 14      | 6         | 4      |
| 9           | 10 | Pierre Gasly     | Alpine-Renault               | 71   | +1 okrążenie | 9       | Bez zmian | 2      |
| 10          | 14 | Fernando Alonso  | Aston Martin Aramco-Mercedes | 71   | +1 okrążenie | 7       | 3         | 1      |
| 11          | 27 | Nico Hülkenberg  | Haas-Ferrari                 | 71   | +1 okrążenie | 12      | 1         |        |
| 12          | 3  | Daniel Ricciardo | RB-Honda RBPT                | 71   | +1 okrążenie | 13      | 1         |        |
| 13          | 18 | Lance Stroll     | Aston Martin Aramco-Mercedes | 71   | +1 okrążenie | 8       | 5         |        |
| 14          | 23 | Alexander Albon  | Williams-Mercedes            | 71   | +1 okrążenie | 19      | 5         |        |
| 15          | 31 | Esteban Ocon     | Alpine-Renault               | 71   | +1 okrążenie | 15      | Bez zmian |        |
| 16          | 2  | Logan Sargeant   | Williams-Mercedes            | 71   | +1 okrążenie | 18      | 2         |        |
| 17          | 22 | Yūki Tsunoda     | RB-Honda RBPT                | 71   | +1 okrążenie | 11      | 6         |        |
| 18          | 20 | Kevin Magnussen  | Haas-Ferrari                 | 71   | +1 okrążenie | PL      | 2         |        |
| 19          | 77 | Valtteri Bottas  | Kick Sauber-Ferrari          | 70   | +2 okrążenia | 16      | 3         |        |
| 20          | 24 | Zhou Guanyu      | Kick Sauber-Ferrari          | 70   | +2 okrążenia | 17      | Spadek    |        |
| Źródło: FIA |    |                  |                              |      |              |         |           |        |

### Najszybsze okrążenie
| Nr          | Kierowca     | Konstruktor      | Czas     | Okr. |
| ----------- | ------------ | ---------------- | -------- | ---- |
| 4           | Lando Norris | McLaren-Mercedes | 1:13,817 | 72   |
| Źródło: FIA |              |                  |          |      |

### Prowadzenie w wyścigu
| Nr                              | Kierowca       | Konstruktor                | Okrążenia    | Suma |
| ------------------------------- | -------------- | -------------------------- | ------------ | ---- |
| 1                               | Max Verstappen | Red Bull Racing-Honda RBPT | 1–17         | 17   |
| 4                               | Lando Norris   | McLaren-Mercedes           | 18–28, 33–72 | 51   |
| 81                              | Oscar Piastri  | McLaren-Mercedes           | 29–32        | 4    |
| \| Wykres \| \| ------ \| \| \| |                |                            |              |      |
| Źródło: FIA                     |                |                            |              |      |
| Wykres                          |                |                            |              |      |
|                                 |                |                            |              |      |

## Klasyfikacja po wyścigu

### Kierowcy
| P           | +/−       | Kierowca         | Zgł. | Punkty | P1 | P2 | P3 | PP | NO | NS | NU | NW | DK |
| ----------- | --------- | ---------------- | ---- | ------ | -- | -- | -- | -- | -- | -- | -- | -- | -- |
| 1           | Bez zmian | Max Verstappen   | 15   | 295    | 7  | 3  | –  | 8  | 2  | 2  | 2  | –  | –  |
| 2           | Bez zmian | Lando Norris     | 15   | 225    | 2  | 5  | 2  | 3  | 2  | –  | 1  | –  | –  |
| 3           | Bez zmian | Charles Leclerc  | 15   | 192    | 1  | 1  | 5  | 2  | 2  | 1  | 1  | –  | –  |
| 4           | Bez zmian | Oscar Piastri    | 15   | 179    | 1  | 3  | –  | –  | 1  | –  | –  | –  | –  |
| 5           | Bez zmian | Carlos Sainz Jr. | 14   | 172    | 1  | –  | 4  | –  | 1  | 1  | 1  | –  | –  |
| 6           | Bez zmian | Lewis Hamilton   | 15   | 154    | 2  | –  | 2  | –  | 2  | 1  | 1  | –  | –  |
| 7           | Bez zmian | Sergio Pérez     | 15   | 139    | –  | 3  | 1  | –  | 1  | 2  | 2  | –  | –  |
| 8           | Bez zmian | George Russell   | 15   | 122    | 1  | –  | 1  | 2  | 2  | 1  | 2  | –  | 1  |
| 9           | Bez zmian | Fernando Alonso  | 15   | 50     | –  | –  | –  | –  | 2  | –  | –  | –  | –  |
| 10          | Bez zmian | Lance Stroll     | 15   | 24     | –  | –  | –  | –  | –  | 1  | 1  | –  | –  |
| 11          | Bez zmian | Nico Hülkenberg  | 15   | 22     | –  | –  | –  | –  | –  | 1  | 1  | –  | –  |
| 12          | Bez zmian | Yūki Tsunoda     | 15   | 22     | –  | –  | –  | –  | –  | 1  | 1  | –  | –  |
| 13          | Bez zmian | Daniel Ricciardo | 15   | 12     | –  | –  | –  | –  | –  | 2  | 2  | –  | –  |
| 14          | 1         | Pierre Gasly     | 15   | 8      | –  | –  | –  | –  | –  | 3  | 2  | 1  | –  |
| 15          | 1         | Oliver Bearman   | 1    | 6      | –  | –  | –  | –  | –  | –  | –  | –  | –  |
| 16          | Bez zmian | Kevin Magnussen  | 15   | 5      | –  | –  | –  | –  | –  | 1  | 1  | –  | –  |
| 17          | Bez zmian | Esteban Ocon     | 15   | 5      | –  | –  | –  | –  | –  | 1  | 1  | –  | –  |
| 18          | Bez zmian | Alexander Albon  | 15   | 4      | –  | –  | –  | –  | –  | 3  | 3  | –  | –  |
| 19          | Bez zmian | Zhou Guanyu      | 15   | 0      | –  | –  | –  | –  | –  | 2  | 2  | –  | –  |
| 20          | Bez zmian | Logan Sargeant   | 14   | 0      | –  | –  | –  | –  | –  | 2  | 2  | –  | –  |
| 21          | Bez zmian | Valtteri Bottas  | 15   | 0      | –  | –  | –  | –  | –  | 1  | 1  | –  | –  |
| Źródło: FIA |           |                  |      |        |    |    |    |    |    |    |    |    |    |

### Konstruktorzy
| P           | +/-       | Konstruktor                  | Zgł. | Punkty | P1 | P2 | P3 | PP | NO | NS | NU | NW | DK |
| ----------- | --------- | ---------------------------- | ---- | ------ | -- | -- | -- | -- | -- | -- | -- | -- | -- |
| 1           | Bez zmian | Red Bull Racing-Honda RBPT   | 30   | 434    | 7  | 6  | 1  | 8  | 3  | 3  | 3  | –  | –  |
| 2           | Bez zmian | McLaren-Mercedes             | 30   | 404    | 3  | 8  | 2  | 3  | 3  | –  | 1  | –  | –  |
| 3           | Bez zmian | Ferrari                      | 30   | 370    | 2  | 1  | 9  | 2  | 3  | 2  | 2  | –  | –  |
| 4           | Bez zmian | Mercedes                     | 30   | 276    | 3  | –  | 3  | 2  | 4  | 2  | 3  | –  | 1  |
| 5           | Bez zmian | Aston Martin Aramco-Mercedes | 30   | 74     | –  | –  | –  | –  | 2  | 1  | 1  | –  | –  |
| 6           | Bez zmian | RB-Honda RBPT                | 30   | 34     | –  | –  | –  | –  | –  | 3  | 3  | –  | –  |
| 7           | Bez zmian | Haas-Ferrari                 | 30   | 27     | –  | –  | –  | –  | –  | 2  | 2  | –  | –  |
| 8           | Bez zmian | Alpine-Renault               | 30   | 13     | –  | –  | –  | –  | –  | 4  | 3  | 1  | –  |
| 9           | Bez zmian | Williams-Mercedes            | 29   | 4      | –  | –  | –  | –  | –  | 5  | 5  | –  | –  |
| 10          | Bez zmian | Kick Sauber-Ferrari          | 30   | 0      | –  | –  | –  | –  | –  | 3  | 3  | –  | –  |
| Źródło: FIA |           |                              |      |        |    |    |    |    |    |    |    |    |    |